# Tasisuak Lake
Tasisuak Lake is een meer van 56 km² in de Canadese provincie Newfoundland en Labrador. Het meer bevindt zich in het noorden van de regio Labrador en maakt deel uit van de rivier de Fraser.

## Geografie
Tasisuak Lake is met een lengte van 39 km en een gemiddelde breedte van 1400 meter erg langwerpig. Het dankt zijn vorm vanwege zijn ligging in een diepe vallei die gevormd is door een geologische breuk. Het meer ligt langs weerszijden tot meer dan 500 m dieper dan het direct omliggende landschap, terwijl het zelf op amper 10 m boven de zeespiegel ligt.
Het vrijwel perfect met een west-oostas gealigneerde meer wordt in het westen aangevuld door de rivier de Fraser, die op zijn weg naar de Labradorzee Tasisuak Lake in het oosten weer verlaat.

## Vissen
In Tasisuak Lake en de Fraser komen de Atlantische zalm, trekzalm, beekforel en Amerikaanse meerforel voor. Kleinere vissoorten die in het meer leven zijn de driedoornige stekelbaars, tiendoornige stekelbaars en cottus bairdii.